# Cosmochthonius minifoveolatus
Cosmochthonius minifoveolatus är en kvalsterart som beskrevs av Gil-Martín, Subías och Candelas 1991. Cosmochthonius minifoveolatus ingår i släktet Cosmochthonius och familjen Cosmochthoniidae. Inga underarter finns listade i Catalogue of Life.